# Georgeta Mincu
Georgeta Mincu (n. 28 mai 1971) este o economistă și politiciană moldoveană care a deținut funcția de Ministru al Agriculturii, Dezvoltării Regionale și Mediului în Guvernul Maia Sandu.